# پتاسیم پروکسی‌مونوسولفات
پتاسیم پروکسی‌مونوسولفات (به انگلیسی: Potassium peroxymonosulfate) با فرمول شیمیایی KHSO۵ یک ترکیب شیمیایی با شناسه پاب‌کم ۶۱۴۶۲ است. که جرم مولی آن ۱۵۲٫۲ g/mol می‌باشد. 